# Амвиль
Амви́ль (фр. Hammeville) — коммуна во французском департаменте Мёрт и Мозель, региона Лотарингия. Относится к  кантону Везлиз.

## География
Амвиль расположен в 24 км к югу от Нанси в исторической области Сентуа. Соседние коммуны: Удревиль и Омельмон на востоке, Везлиз на юго-востоке, Витре на юго-западе.

## Демография
Население коммуны на 2010 год составляло 168 человек.
| 1962 | 1968 | 1975 | 1982 | 1990 | 1999 | 2010 |
| ---- | ---- | ---- | ---- | ---- | ---- | ---- |
| 110  | 104  | 110  | 120  | 135  | 149  | 168  |